# Labova e Madhe
Labova e Madhe (på albanska Labovë e Madhe med böjningsformen Labova e Madhe) är en ort i prefekturen Gjirokastra i södra Albanien. I den administrativa reformen 2015 blev orten en del av kommunen Gjirokastra.
Precis som namnet antyder är orten bebodd av den albanska folkgruppen laberer.